# Beata Beatrix
Beata Beatrix is een olieverfschilderij van de Engelse prerafaëlitische kunstschilder Dante Gabriel Rossetti, geschilderd tussen circa 1864 en 1870. Het toont Dantes geliefde Beatrice Portinari. Rossetti's in 1862 overleden vrouw en muze Elizabeth Siddal stond model. Het werk bevindt zich sinds 1889 in de collectie van Tate Britain te Londen.

## Afbeelding
Beata Beatrix toont een vrouwelijke halffiguur op levensgroot formaat, met omhoog geheven gezicht, in transcendente toestand, de ogen gesloten, alsof ze een visioen heeft. Het werk is geschilderd in gedempte kleuren en in een verflaag die minder glanzend is dan in andere werken van Rossetti uit die tijd. De achtergrond is ondiep, niet helder, en suggereert een vaag geabstraheerde, atmosferische ruimte, met wazige sporen van een stad in de verte. De stoffering staat bol van symboliek.

## Dubbele thematiek
Welbeschouwd beeldt Rossetti in Beata Beatrice twee vrouwen uit: Beatrice Portinari, de geliefde van de Florentijnse dichter Dante Alighieri, en Elizabeth Siddal, zijn eigen geliefde, die kort voordat hij aan het werk begon overleed.

#### Beatrice Portinari
De titel refereert direct aan een thema uit de Dante's gedichtencyclus Vita Nuova (Het nieuwe leven) en sluit aan bij de laatste regels van het werk: "die zalige Beatrice die nu onafgebroken naar zijn aangezicht staart, die is gezegend tot in de eeuwen der eeuwen". Beatrix betekent "zalige" of "verhevene". Beate verwijst naar Beatrice, de levenslange liefde van Dante, befaamd om haar schoonheid en de liefde die ze wekt. Nadat Beatrice in 1290 rond haar 23e levensjaar stierf werd zij voor Dante een soort engel en een essentieel onderdeel van zijn religieuze denken, waarbij hij haar de meest verheven gaven toedichtte. In de De goddelijke komedie, Dante’s hoofdwerk, is Beatrice de engel die Vergilius vraagt om Dante door de hel en hemel te begeleiden.
Rossetti was te uit en te na met het werk van Dante bekend via zijn vader Gabriele Rossetti, die een groot Dante-liefhebber was en zijn zoon zelfs naar hem vernoemde.

#### Elizabeth Siddal
Rossetti modelleerde de figuur van Beatrice naar studies die hij eerder maakte van zijn in 1862 overleden vrouw en model Elizabeth Siddal. Daarmee heeft het werk een dubbel onderwerp: de persoon van Siddal wordt verbonden met de Beatrice in de hemel. Hierbij zij wel opgemerkt dat Rossetti in zijn correspondentie de link tussen Beatrice en Siddal nooit heeft gelegd. Deze werd pas duidelijk kort na zijn dood, toen ook zijn studies en schetsen publiek werden. Wel is bekend dat Rossetti Siddal vaker vereenzelvigde met Beatrice. Reeds in 1851 portretteerde hij haar als zodanig in zijn "Beatrice ontmoet Dante op een bruiloft en weigert hem te groeten". Zijn identificatie van Siddal met Beatrice kreeg echter een beklemmende wending toen Siddal in 1862 overleed aan een overdosis laudanum en hetzelfde lot onderging als Beatrice. Rossetti-kenner Elizabeth Prettejohn suggereert dat Rossetti het schilderij mogelijk heeft geschilderd als een soort van boetedoening, waarbij hij een parallel ontwikkelde tussen beide vrouwen en een combinatie maakte van symbolen die hij associeerde met zowel Siddal als Beatrice.

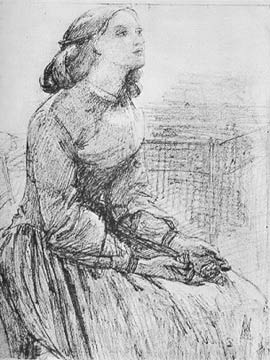
Studie van Siddal met open handen
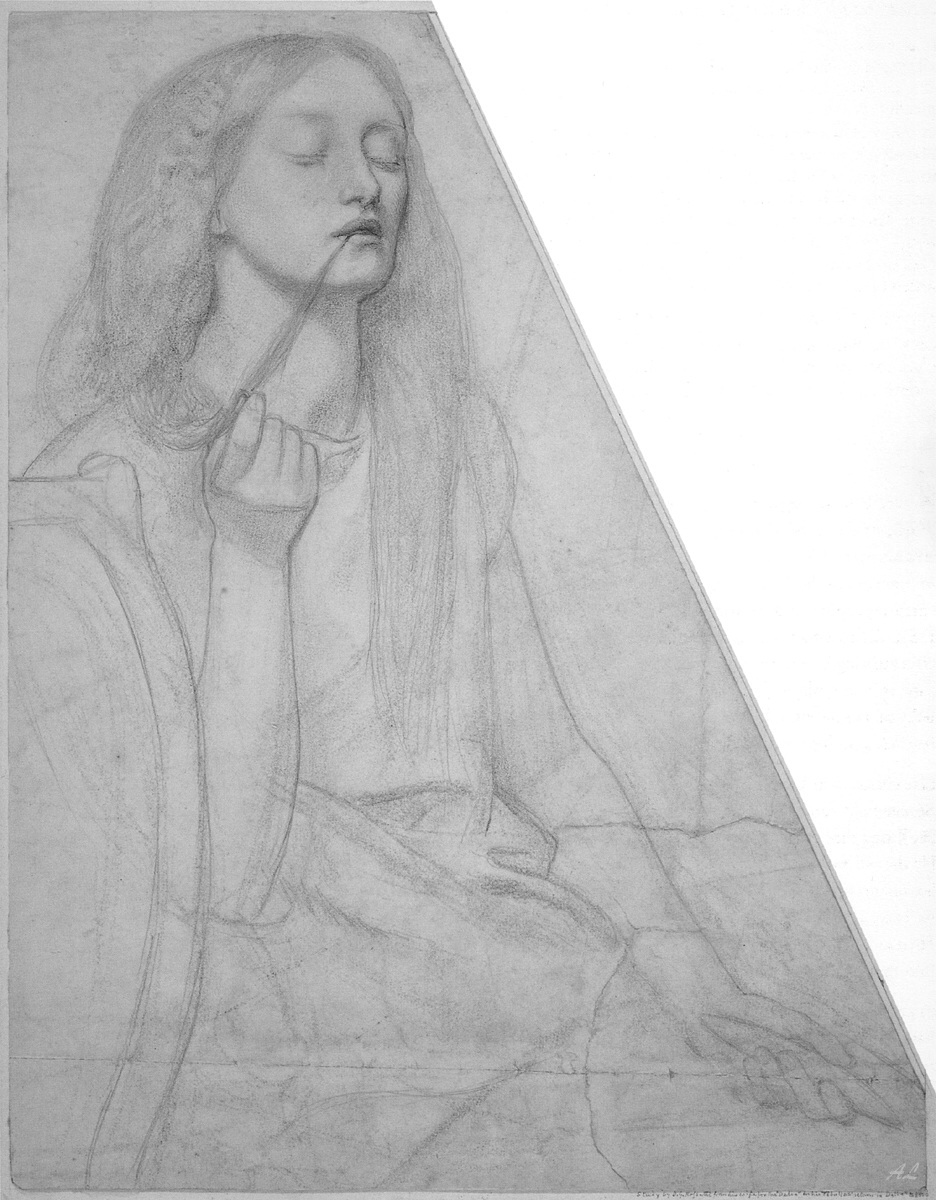
Studie van Elizabeth Siddal als Delia
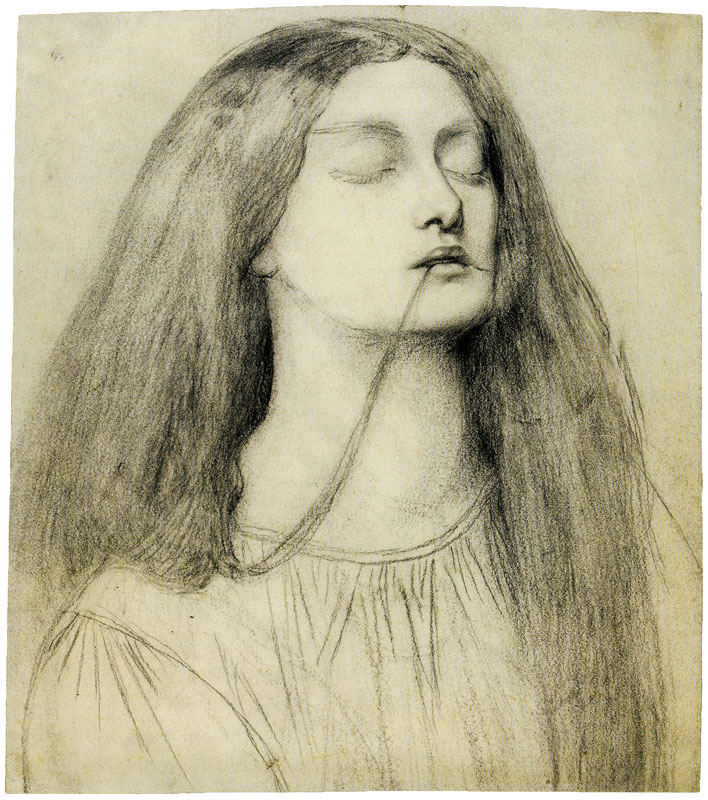
Studie van Siddal als Delia
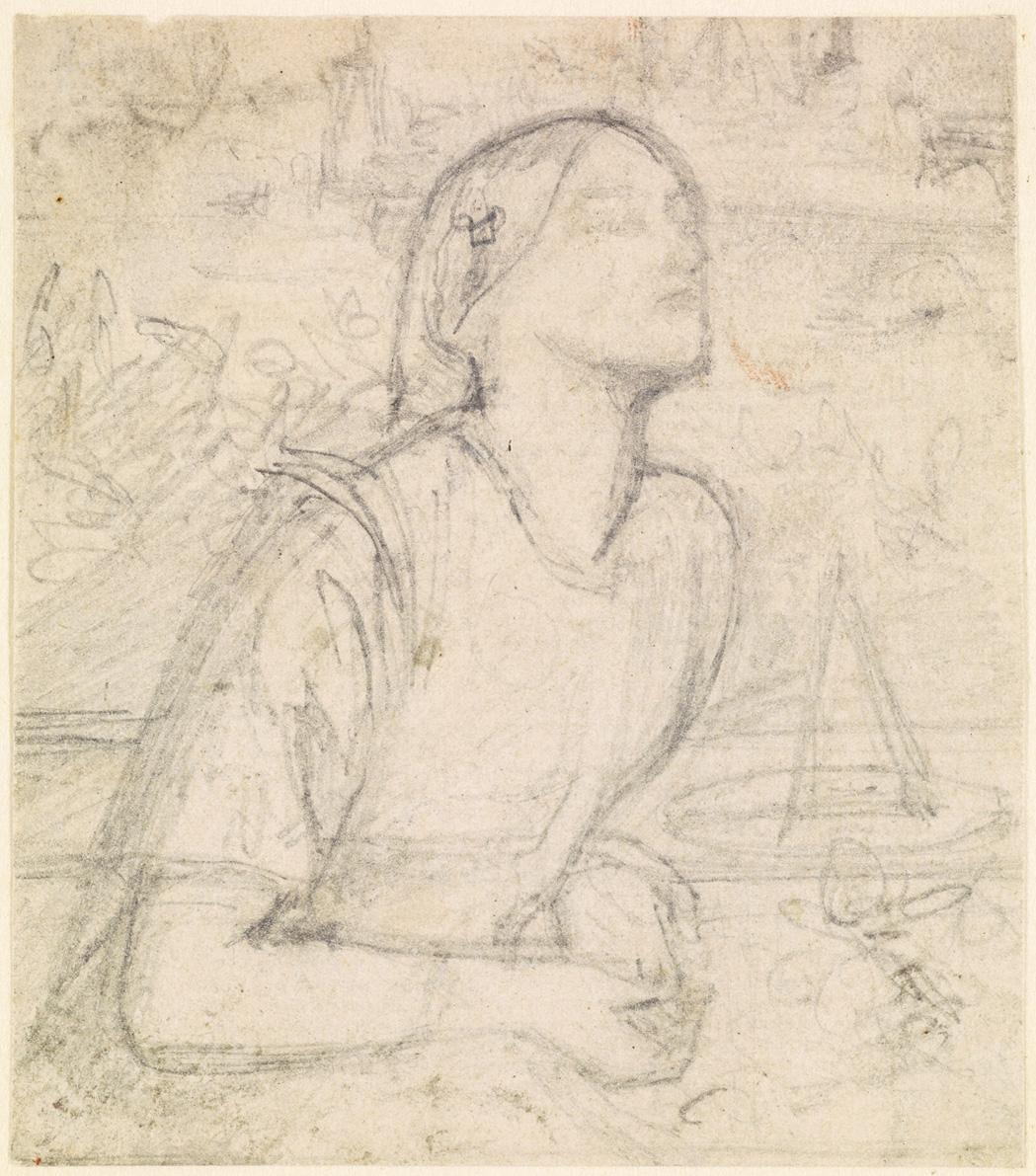
Studie voor Beata Beatrice, 1863

## Symboliek
De verbintenis tussen Elizabeth Siddal en Beatrice wordt onderstreept door diverse symbolen. De rode duif heeft een witte papaver in haar bek, symbool van de slaap of de dood en grondstof voor laudanum, waarmee Siddal zich het leven had benomen. Bloemblaadjes vallen in haar handen. De duif zelf kan gezien worden als een symbool van de liefde, zeker gezien haar rode kleur, maar kan - gezien het aureool om haar kopje - ook worden opgevat als een boodschapper uit de hemel. De zonnewijzer staat op negen, volgens Dante het uur van Beatrices overlijden. Rechts achter de balkonmuur kan Dante zelf worden ontwaard, staande voor een put, het symbool van wedergeboorte. De in het rood geklede vrouwenfiguur links, naar wie Dante kijkt, is de God Liefde. Ze heeft een vlammend hart in haar hand. Beatrice zit aan de rand van het balkon, de ogen gesloten, op de grens van leven en dood. De brug op de achtergrond wordt doorgaans geïdentificeerd als de Ponte Vecchio uit Dantes Florence, maar kan ook herinneren aan de Blackfriars Bridge te Londen, waar Rossetti en Siddal vlak in de buurt woonden.
Rossetti zelf gaf in zijn correspondentie aan dat het portret geen afbeelding was van de dood, maar van een situatie van een verrukte trance tijdens welke Beatrice plotseling van het leven naar de hemel wordt verplaatst.

## Replica's
Rossetti maakte in 1872 een sterk gelijkende replica van Beata Beatrice in opdracht van William Graham, thans in het Art Institute of Chicago. Hij plaatste het in een zelfontworpen lijst en voegde er aan de onderkant een predella aan toe met de ontmoeting van Dante en Beatrice in het paradijs. In hetzelfde jaar maakte hij ook een kopie in pastel. In 1877 maakte hij andermaal een replica, waarbij de duif wit is en de papaverblaadjes rood zijn.

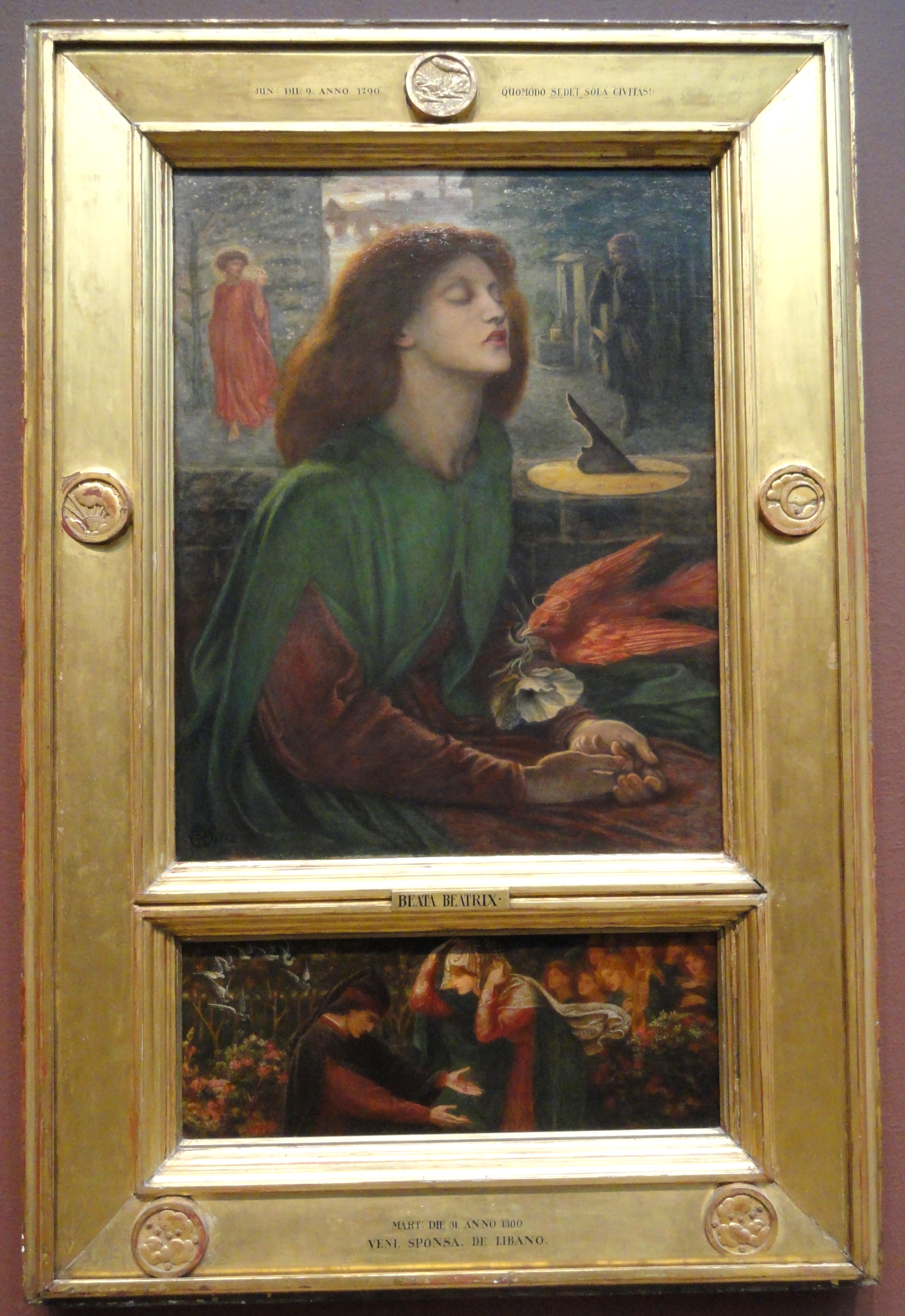
Replica uit 1872, in de lijst, met predella, Art Institute of Chicago
Replica uit 1872, zonder lijst, Art Institute of Chicago
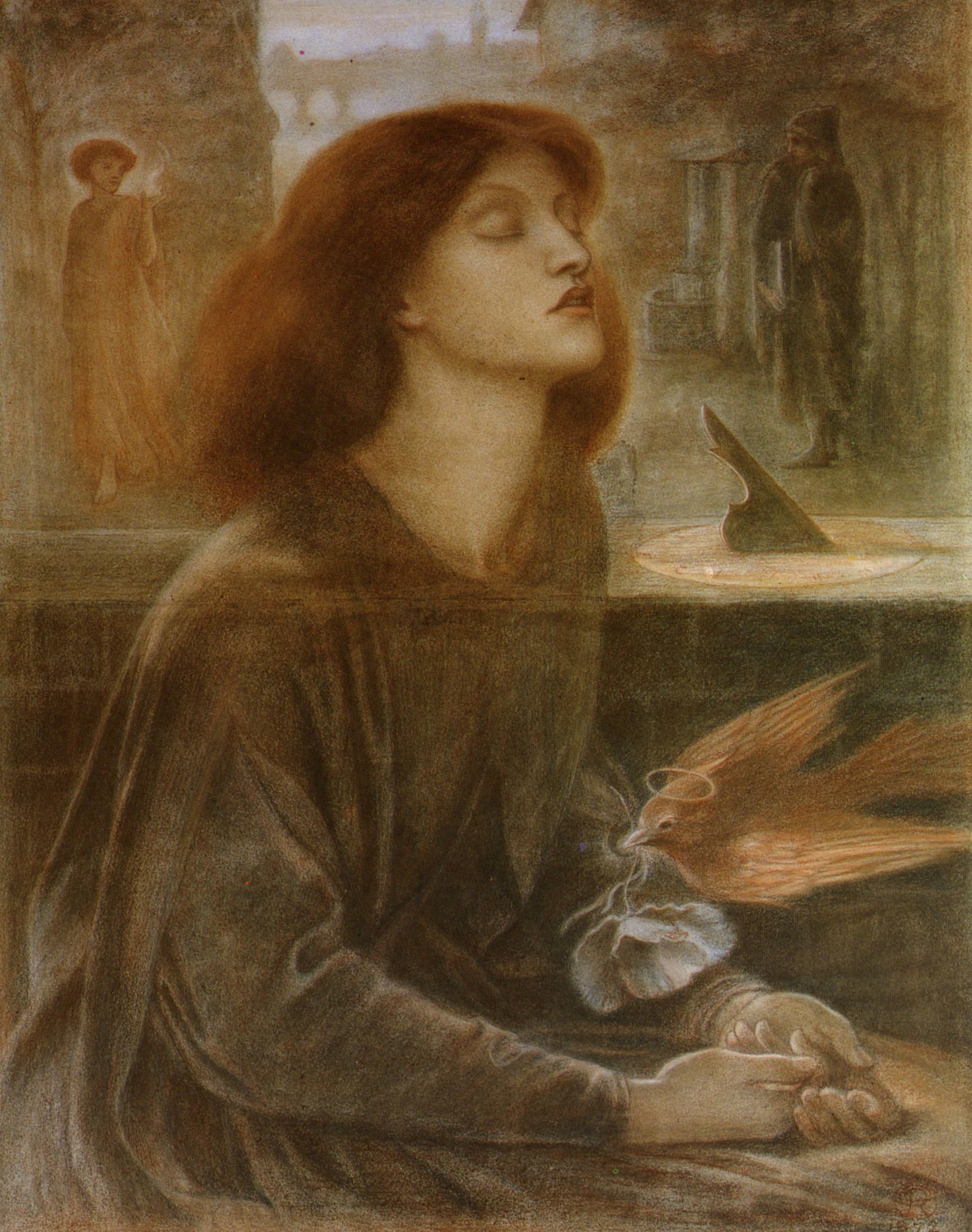
Pastel uit 1872, privécollectie
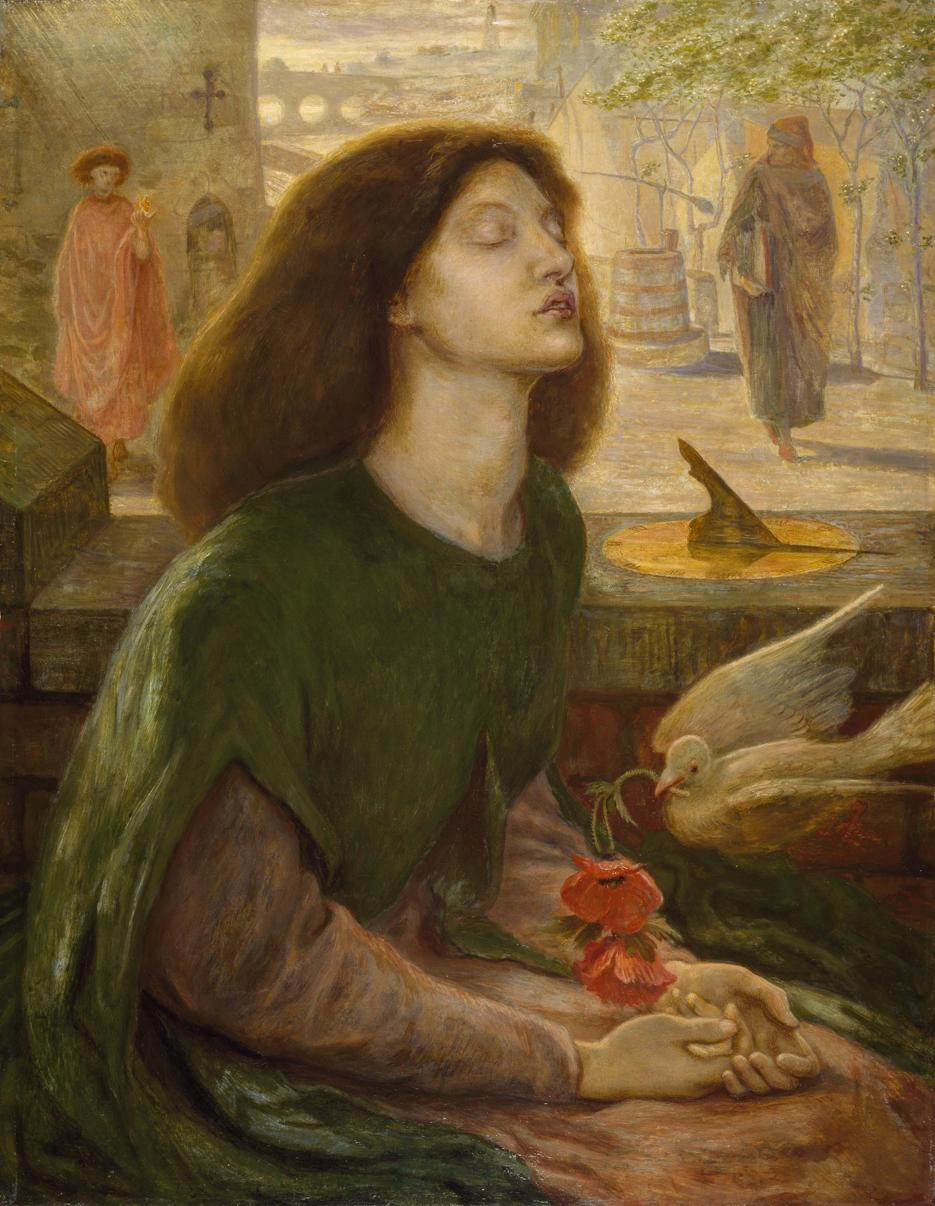
Replica in olieverf, 1877, Birmingham Museum and Art Gallery